# Orquesta Sinfónica del Gran Teatro del Liceo
La Orquesta Sinfónica del Gran Teatro del Liceo (en catalán: Orquestra Simfònica del Gran Teatre del Liceu) es la orquesta titular del Gran Teatro del Liceo de Barcelona (España).
Fundada como el teatro, en 1847, es la orquesta más antigua que todavía permanece activa en España. El primer director titular fue Marià Obiols. Desde entonces ha actuado de forma continuada en todas las temporadas del Liceo. Desde septiembre de 2012 el director titular es Josep Pons.
A Marià Obiols siguieron, entre otros, Eugeni M. Marco y Uwe Mund. En 1999 asumió el cargo Bertrand de Billy, que inició las audiciones internas y el trabajo sinfónico como complemento de la clásica actividad operística. Los siguientes directores musicales (Sebastian Weigle y Michael Boder) continuaron en la misma línea de trabajo.
La orquesta ha trabajado con los solistas más reconocidos del momento y ha hecho posible los estrenos de un gran número de óperas, algunas de las cuales han sido capitales en el siglo XX, como El caso Makropulos de Janáček, Lady Macbeth de Mtsensk de Shostakóvich, La ciudad muerta de Erich Wolfgang Korngold, Boulevard Solitude de Hans Werner Henze, Muerte en Venecia de Britten o El rey Roger de Karol Szymanowski. Además, ha sido partícipe del estreno absoluto de obras de compositores españoles contemporáneos de origen catalán como Enric Palomar, Lleonard Balada, Xavier Benguerel, Joan Guinjoan o Agustí Charles.

## Relación de directores
Antes de 1959, no había un director titular, sino que eran invitados.
- Josep Pons i Viladomat (2012-)
- Michael Boder (2008-2012)
- Sebastian Weigle (2004-2008)
- Bertrand de Billy (1999-2004)
- Uwe Mund (1987-1994)
- Eugeni M. Marco (1981-1984)
- Ernest Xancó (1959-1961)